# Fuchsia sanctae-rosae
Fuchsia sanctae-rosae là một loài thực vật có hoa trong họ Anh thảo chiều. Loài này được Kuntze mô tả khoa học đầu tiên năm 1898.